# Stoddard (New Hampshire)
Pour les articles homonymes, voir Stoddard.
Stoddard est une municipalité américaine située dans le comté de Cheshire au New Hampshire. Selon le recensement de 2010, sa population est de 1 232 habitants.

## Géographie
La municipalité s'étend sur 53 milles carrés (137,27 km2), dont 2,12 milles carrés (5,49 km2) d'étendues d'eau.

## Histoire
La localité est fondée en 1752 par plusieurs personnes dont le colonel Samson Stoddard. Appelée Monadnock Number 7 puis Limerick, elle devient une municipalité en 1774 et prend le nom de Stoddard. Au XIXe siècle, Stoddard devient un important centre de l'industrie du verre.